# Društvo Kočevarjev staroselcev
Društvo Kočevarjev staroselcev (kratica DKS) je društvo, ki združuje Kočevarje v Sloveniji, ki se leta 1941 niso izselili iz domovine, njihove potomce ter simpatizerje. Ustanovljeno je bilo leta 1992 v Kočevskih Poljanah, danes pa ima sedež v lastnem kočevarskem centru v Občicah. V eni od dveh stavb je na podstrehi manjša muzejska zbirka, v drugi več maket kočevarskih vasi in hiš. Posestvo obsega še večji sadovnjak jablan.
Prvi predsednik društva je bil ing. Hans Ivan Jaklitsch iz Srednje vasi pri Črmošnjicah. Trenutni predsednik je Avgust Gril iz Kočevskih Poljan, Doris Debenjak iz Ljubljane je bila gospodarica in motor društva dolga leta, vse do svoje smrti. 
Društvo Kočevarjev staroselcev med drugim ponuja tečaje v nemščini. Poleg tega si prizadeva za ohranjanje kulturne dediščine Kočevarjev in starih sadnih sort na Kočevskem.
Društvo se ima za organizacijo nemške manjšine in je skupaj s Kulturnim društvom nemško govorečih žena »Mostovi« v Mariboru včlanjeno v Zvezo kulturnih društev nemškogovoreče etnične skupnosti v Sloveniji.